# Лотов, Олег Сергеевич
Оле́г Серге́евич Ло́тов (21 ноября 1975) — казахстанский футболист, защитник. Выступал за сборную Казахстана. Воспитанник темиртауского футбола. В 2000 году в составе астанинского «Жениса» выиграл золотые медали чемпионата, в 2010 году уже в составе «Тобола» стал двукратным чемпионом страны. Лотов трижды выигрывал Кубок Казахстана по футболу. Ныне ассистент главного тренера костанайского «Тобола».

## Карьера

### Клубная
Олег Лотов карьеру начал в возрасте 18 лет темиртауском «Булате», который выступал в Первой казахстанской лиге. В 1997 уехал в усть-каменогорский «Восток», в котором провёл 2 сезона и отыграл 48 матчей. Позже играл в астанинском «Женисе». Лотов провёл за клуб 76 матчей и забил 2 гола. В 2001 перешёл в «Шахтёр» из Караганды, за который провёл 43 матча и забил 4 мяча. В 2003 году подписал контракт с «Тоболом» из Костаная. В еврокубках сыграл 10 матчей. После ухода Нурбола Жумаскалиева, в сезоне 2011 стал новым капитаном команды. Был ветераном клуба, всего в Высшей лиге чемпионата страны провёл 361 матч.

### В сборной
В сборной Казахстана выступал с 1998 по 2004 год. Отыграл 7 матчей.

### Тренерская
В январе 2013 года стал главным тренером дублирующего состава «Тобола».
В апреле 2016 года заменил на главном посту «Тобола» Дмитрия Огая, отстранённого за слабый старт команды.

## Достижения
Командные
- Чемпион Казахстана (2): 2000, 2010
- Обладатель Кубка Казахстана (3): 2000, 2001, 2007
- Обладатель Кубка Интертото: 2007

Личные
- В списки 33-х (22-ти) лучших футболистов РК попал два раза, в 1998 году под № 1 и в 2003 году под № 2[3].